# 田島圭蔵
田島 圭蔵（たじま けいぞう、天保14年(1843年) - 明治32年(1899年)）は、日本の武士･薩摩藩士。新政府軍軍監。開拓大主典。北海道製麻会社取締役。北海道炭坑鉄道会社のオーナー。敬蔵とも。通称は友右衛門。諱は盛繁。旧姓は永山。

## 経歴
薩摩藩士永山盛秀の3男として生まれたが、戊辰戦争勃発前後に脱藩。
新政府軍艦高雄丸の艦長に任ぜられて明治元年(1868年)10月に箱館へ寄港したところ、榎本武揚を総裁とする旧幕府軍によって拿捕された。箱館が旧幕府軍に占領されていることを知らなかった田島は、副艦長井上干城と共に約1か月半投獄されたが、イギリス商人ポーターの計らいにより斬罪を免れ青森への帰還を許されたと言う。
明治2年(1869年)5月、箱館総攻撃が決定的な局面を迎えると征討軍軍監を任ぜられる。黒田清隆参謀の命を受けて13日、14日と弁天台場や五稜郭へ降伏勧告を出した。弁天台場は15日に降伏を決定。しかし総裁榎本武揚は五稜郭の降伏を拒否したため攻撃を続行。18日に五稜郭もやむなく降伏する。
維新後は開拓使に務め、開拓大主典に就任する。明治20年(1887年)には北海道製麻会社取締役に就任して、北海道炭坑鉄道会社のオーナーとなるなど、北海道とは極めて縁が深い。
明治32年、死去。享年57。
箱館戦争終結後、旧幕府軍の遺体は賊軍として放置されたままだった。しかし箱館の侠客柳川熊吉が明治政府の咎めを恐れず遺体を回収し、実行寺や函館山に埋葬していた。明治政府官吏である田島は本来なら柳川を捕縛しなければならなかったのだが、一度旧幕府軍には助命された恩があったからか柳川の行動に感動して、あえて黙殺していたという。